# اسکوتر براون
اسکات ساموئل براون (انگلیسی: Scott Samuel Braun؛ زادهٔ ۱۸ ژوئن ۱۹۸۱) معروف به اسکوتر براون،  یک مدیر برنامه و استعداد یاب آمریکایی است. بیشتر معروفیت او به خاطر کشف استعداد جاستین بیبر است.
وی در خانواده‌ای یهودی-مجارستانی به دنیا آمد. پدر بزرگش در مجارستان سرباز بود و اجدادش تا سال ۱۹۵۶ در مجارستان زندگی می‌کردند. مادربزرگش از بازماندگان هولوکاست است. اجداد اسکات در ماجرای انقلاب ۱۹۵۶ مجارستان به آمریکا می‌گریزند. پدر اسکات در آمریکا یک دندانپزشک است.
براون کار خود در حیطه موسیقی را در دوره دانشجویی با مدیریت کردن پارتی‌های شبانهٔ دانشجویی از دانشگاه اموری آغاز کرد به طوریکه به تدریج این پارتیها در سرتاسر ایالت مشهور شد و خوانندگانی چون بریتنی اسپیرز و لوداکریس را به خود جلب کرد.
براون در سال ۲۰۰۲ تجارت شخصی خود را در زمینه ترویج پارتی‌های شبانه ایجاد کرد و برای تدارکات برنامه‌هایی با حضور خوانندگانی چون اِمینم و لوداکریس برگزیده شد و در سن ۲۰ سالگی به عنوان نماینده تجاری شرکت So So Def Records با این شرکت موسیقی قرارداد بست.
براون در سال ۲۰۰۸ شرکت موسیقی مشترک خود با خوانندهٔ سیاهپوست، آشر ریموند به نام آربی‌ام‌جی تأسیس کرد.
فعالیت او بر روی دو شرکت نشر آثار موسیقی با نام‌های انتشارات اسکول بوی و آربی‌ام‌جی متمرکز است.
همچنین یکی از خواننده‌های معروف که توسط او کشف استعداد شده‌است الیزابت وبر است که هم‌اکنون فعالیتش را در اتریش ادامه می‌دهد